# Columbia City (Oregon)
Pour les articles homonymes, voir Columbia City.
Columbia City est une ville du comté de Columbia en Oregon, aux États-Unis.